# 拉菲克·哈里里
拉菲克·哈里里（阿拉伯語：رفيق بهاءالدين الحريري，羅馬化：Rafik Bahaa Edine Hariri，1944年11月1日—2005年2月14日），黎巴嫩前總理。他從政前是黎巴嫩一位白手興家的億萬富豪。他曾兩度擔任黎巴嫩總理。

## 被杀
2005年2月14日上午，哈里里在参观了一家星辰咖啡馆（Caféde l'Etoile）约20分钟后，他乘坐六辆车的车队离开了咖啡馆，然后走了一段秘密路线，在车队靠近滨海大道时，他的车队在贝鲁特一所著名的五星級酒店——聖喬治酒店門外遭到一名叫艾哈迈德·阿布·阿达斯（Ahmad Abu Adas）的自殺式狙擊手驾驶三菱卡车袭击。他在接近哈里里的车队时引爆汽車炸彈，导致哈里里连同21名随行人员被炸死，220人受伤。
爆炸发生后，一个自称为“敘利亞納斯拉与聖戰组织”（The Nasra & Jihad Group in Greater Syria）的组织声称对爆炸负责，并表明艾哈迈德是他们在网络上招募的宗教极端份子。唯国际调查人员称该组织之前从未在国际平台上出现过，因此质疑该组织是捏造。而国际调查人员之间的共识是，这种暗杀需要国家级的资源才可实行。
黎巴嫩安全部队随后突袭搜查艾哈迈德的家园，缴获了11盘录像带，55张CD，一张软盘和一台计算机硬盘。黎巴嫩的相关报告称，除了据称在硬盘上发现的数据外，“几乎没有任何迹象表明艾哈迈德·阿布·阿达斯有颠覆性或暴力倾向”，唯黎巴嫩调查当局排除哈里里是被谋杀的可能性，坚称他是死于恐怖活动的袭击之下，引起国际调查员质疑黎巴嫩的司法公正。

### 调查
2005年2月25日，负责调查哈里里被谋杀事件的联合国调查小组在贝鲁特宣布开始调查工作。该调查组在3月底提交给联合国安理会的一份报告中说，黎政府组织的调查没有按照可以接受的国际标准进行。调查组建议对哈里里遇害案展开独立的国际调查。4月7日，安理会一致通过第1595号决议，决定设立一个独立的国际调查委员会，对哈里里遇害一事展开全面调查。5月13日，联合国发言人宣布，科菲·安南秘书长已决定任命德国资深检察官德特勒夫·梅利斯为哈里里遇害案国际调查委员会负责人。
9月3日，负责调查哈里里案的黎巴嫩司法调查法官埃利亚斯·伊德正式宣布拘捕4名参与策划者：黎巴嫩前安全总局局长赛义德、前国内安全局局长哈吉和黎军前情报局长阿扎尔以及现任黎共和国卫队司令哈姆丹。
10月20日，国际独立调查委员会提交给安南的首份报告说，有证据表明，黎巴嫩和叙利亚两国的一些高级安全官员与哈里里谋杀案有牵连。12月12日，安理会收到国际调查委员会的第二份报告，报告称叙利亚在调查过程中未能履行安理会要求其予以充分配合的决议，有故意设置障碍的现象存在。12月底，叙利亚前副总统阿卜杜勒·哈利姆·哈达姆透露，哈里里在遇刺前几个月曾经受到叙利亚总统巴沙尔·阿萨德的威胁。
2006年1月11日，安南任命来自比利时的塞奇·布拉默茨接替梅利斯担任国际调查委员会负责人。3月29日，安理会通过第1664号决议，要求安南与黎巴嫩政府进行协商，以成立调查哈里里遇害案的国际法庭。9月25日，独立调查委员会第三份报告称，哈里里确实死于自杀式汽车炸弹袭击，但尚不清楚这起袭击事件的幕后操纵者及袭击者的动机。12月12日，国际独立调查委员会递交的一份报告表示，有证据表明哈里里遇害案与之前发生在黎巴嫩的14起谋杀案有关联。2007年5月30日，联合国安理会通过决议，决定在黎巴嫩设立国际法庭以审理哈里里遇害案。
2014年1月16日，联合国黎巴嫩问题法庭检察官诺曼·法雷尔（Norman Farrell）起诉四名真主党成员–萨利姆·阿亚什（Salim Ayyash），穆斯塔法·巴德雷丁（Mustafa Badredine），侯赛因·奥涅西（Hussein Onessi）和阿萨德·萨布拉（Assad Sabra）参与哈里里遇害案，唯四人皆缺席审判，这是自纽伦堡审判以来，被控人员首次在国际审判中缺席。真主党拒绝转交人员受审，并坚决否认进行袭击，描述国际审判是美国和以色列企图使该组织声名狼藉，国际刑警组织随着向4人发出了全球通缉令。
2020年8月18日，联合国黎巴嫩问题特别法庭宣布裁决，黎巴嫩真主党成员萨利姆·阿亚什在2005年暗杀了黎巴嫩前总理哈里里罪名成立，其他三名真主党嫌疑人因证据不足被免除指控。真主党组织秘书长哈桑·纳斯鲁拉一再表示，他不会移交任何组织成员。联合国法院不允许起诉国家，政府或组织，而只能对个人作出判决，因此移交犯人主要取决于真主党及其盟国控制的黎巴嫩政权。

## 传言

### 死因
- 美國認為哈里里是被敘利亞行刺，並要求成立國際法庭來調查敘利亞。
- 伊朗的《伊斯蘭共和報》則認為：哈里里謀殺案是由美國與以色列情報特務局（俗稱摩薩德）共同策劃的，他們由於侵略中東的計畫失敗而轉而暗殺哈里里，目的是想嫁禍給敘利亞，顛覆敘利亞政權。[16][17]

### 身世
哈里里1944年11月1日生于黎巴嫩南部塞达市，在贝鲁特以及华盛顿决策圈有关他最流行的传闻是：哈里里并非是白手起家的富翁，而是沙特阿拉伯王国法赫德国王的私生子，他通过与沙特国王的关系得到沙特王室优待及有力的建筑合同而迅速发家。实际上法赫德国王与哈里里的关系的确很亲密，哈里里的政治地位也多得到沙特阿拉伯王国的帮助和巩固。

## 家族
- 巴哈·哈里里（英语：Bahaa Hariri），长子，美国波士顿大学毕业，为哈里里的商业继承人，管理家族大多数公司业务。
- 萨阿德·哈里里，次子，美国乔治敦大学毕业，为哈里里的政治继承人，2005年议会选举中，领导反叙联盟获得议会128席位中的72席位，控制了黎巴嫩历史上最多的议会议席。
- 艾曼·哈里里（英语：Ayman Hariri），三子。
- 法赫德·哈里里（英语：Fahd Hariri），四子。
- 辛迪·哈里里（英语：Hind Hariri），独女，家产14亿美元，2006年年仅22岁的她成为福布斯富豪榜上公布的全球最年轻的亿万富翁。

## 外部連結
- 哈里里的官方網頁 （页面存档备份，存于）

哈里里遇刺案相关新聞
- 星洲日報：黎巴嫩‧哈里里體無完膚．15人死中東再陷危機 （页面存档备份，存于）
- 大公報：大公網訊：黎拒對刺殺哈里里進行國際調查